# 武功山祭祀遗址
27°27′16″N 114°10′27″E / 27.45444°N 114.17417°E
武功山祭祀遗址位于中国江西省武功山主峰金顶东南部，属于吉安市安福县钱山乡、泰山乡辖境，2006年被列为江西省文物保护单位。
在金顶东南部共有四座祭坛：葛仙坛、汪仙坛、冲应坛、求嗣坛。除求嗣坛为近年重建的混凝土建筑外，其它三座祭坛均为石质建筑，屋顶以石构拱券（无梁殿）建成。葛仙坛年代最久，建于三国东吴初年，据说是葛玄创建，后人在此祭祀葛玄。汪仙坛也称望仙坛，供奉葛玄侄孙葛洪和明代吉安知府汪可受。冲应坛主要供奉葛玄，因葛玄在宋朝被封为“冲应真人”而得名。有专家认为，冲应坛还祭祀葛洪、上清派开山祖师魏华存、净明派开山祖师许逊等人。求嗣坛内有一泉，据说无嗣者饮泉后即可得嗣，故而得名。

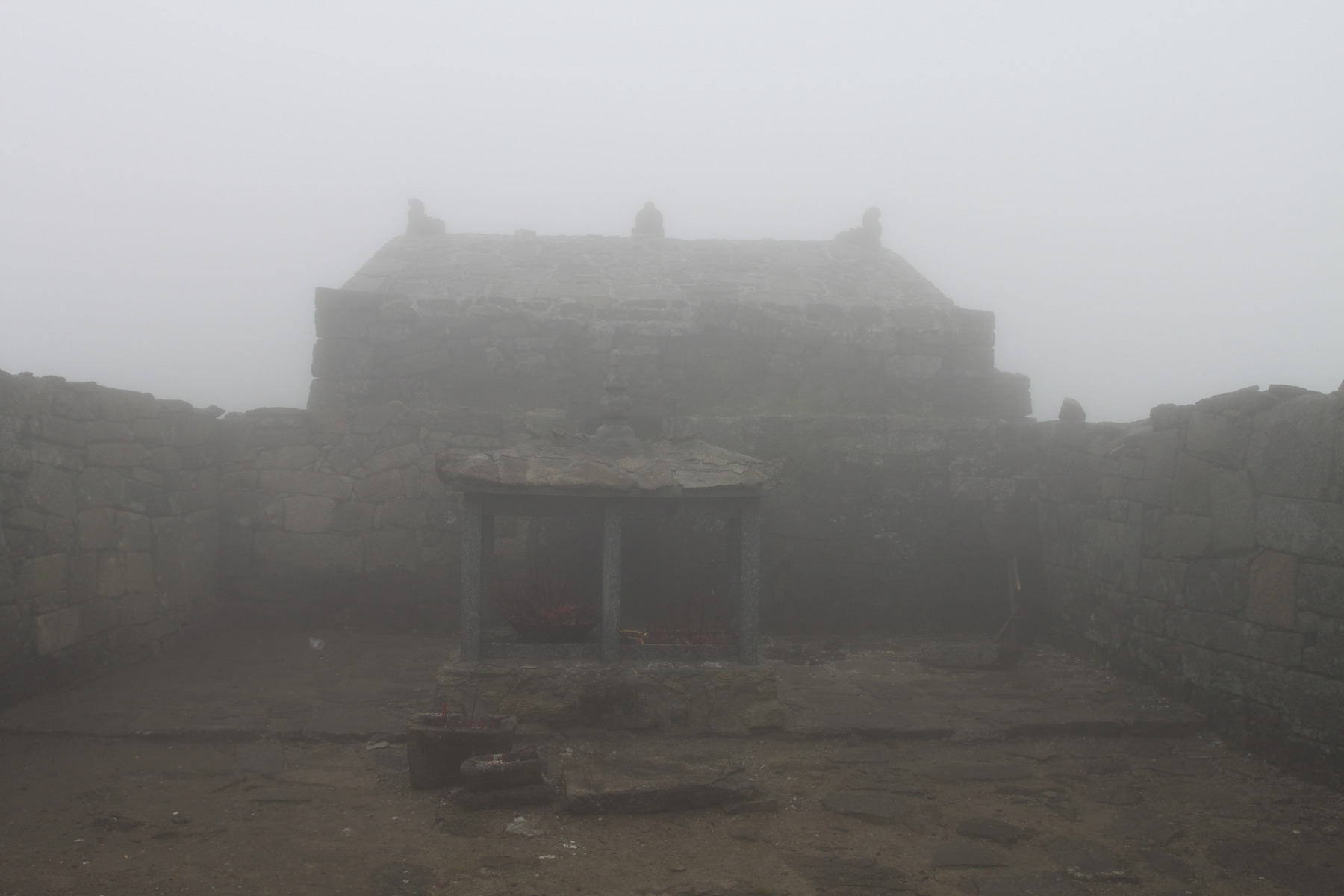
葛仙坛正面
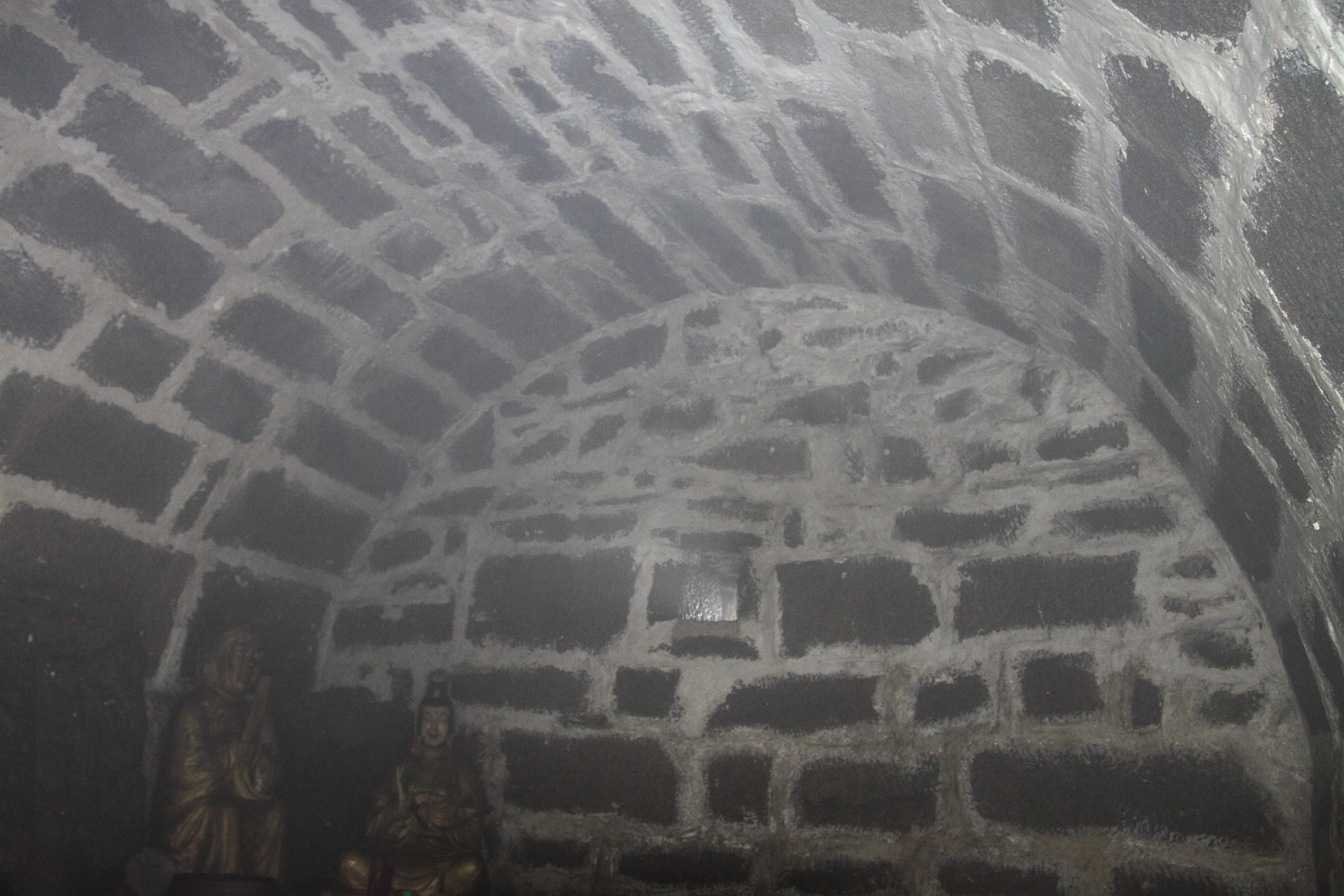
葛仙坛内部
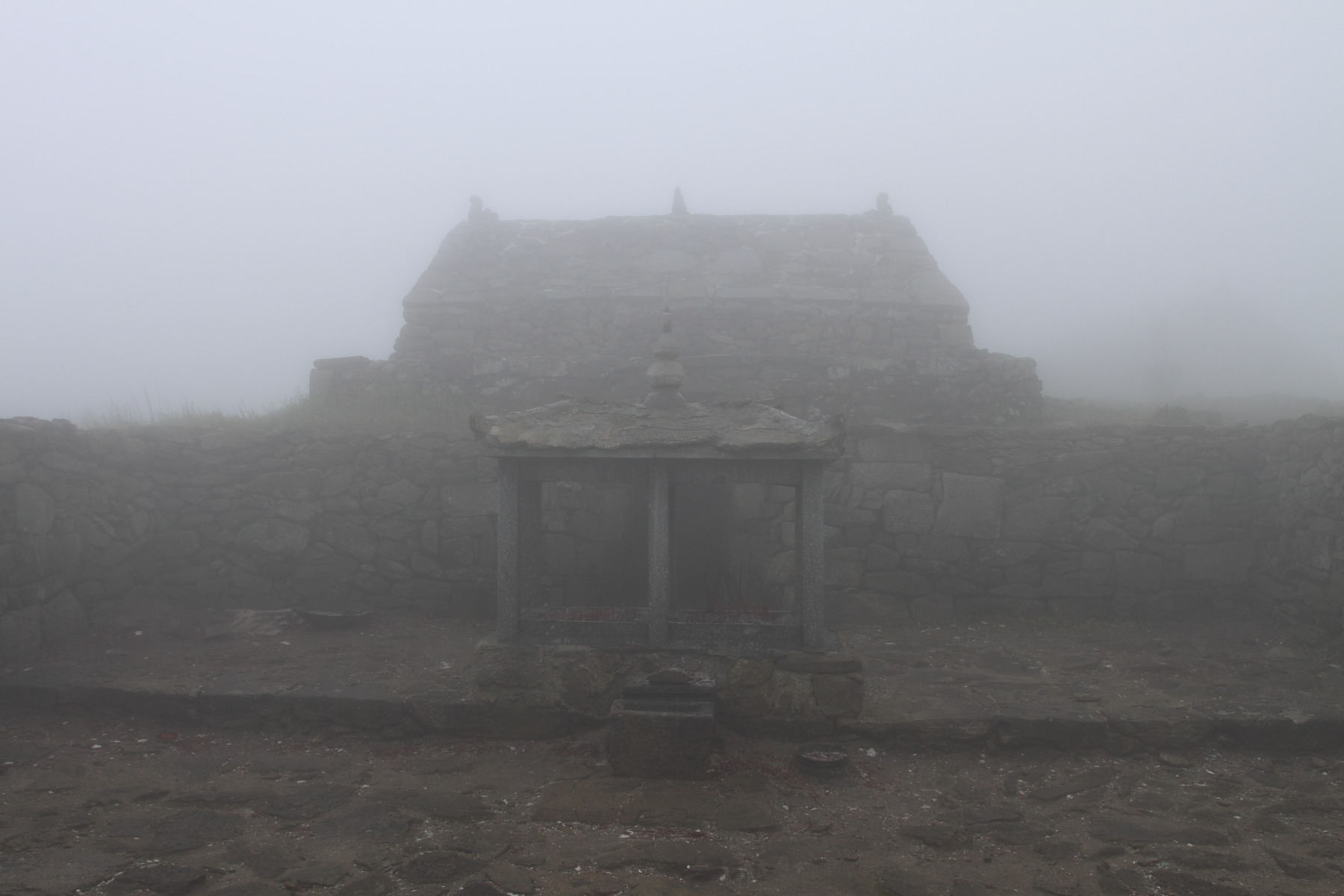
冲应坛正面
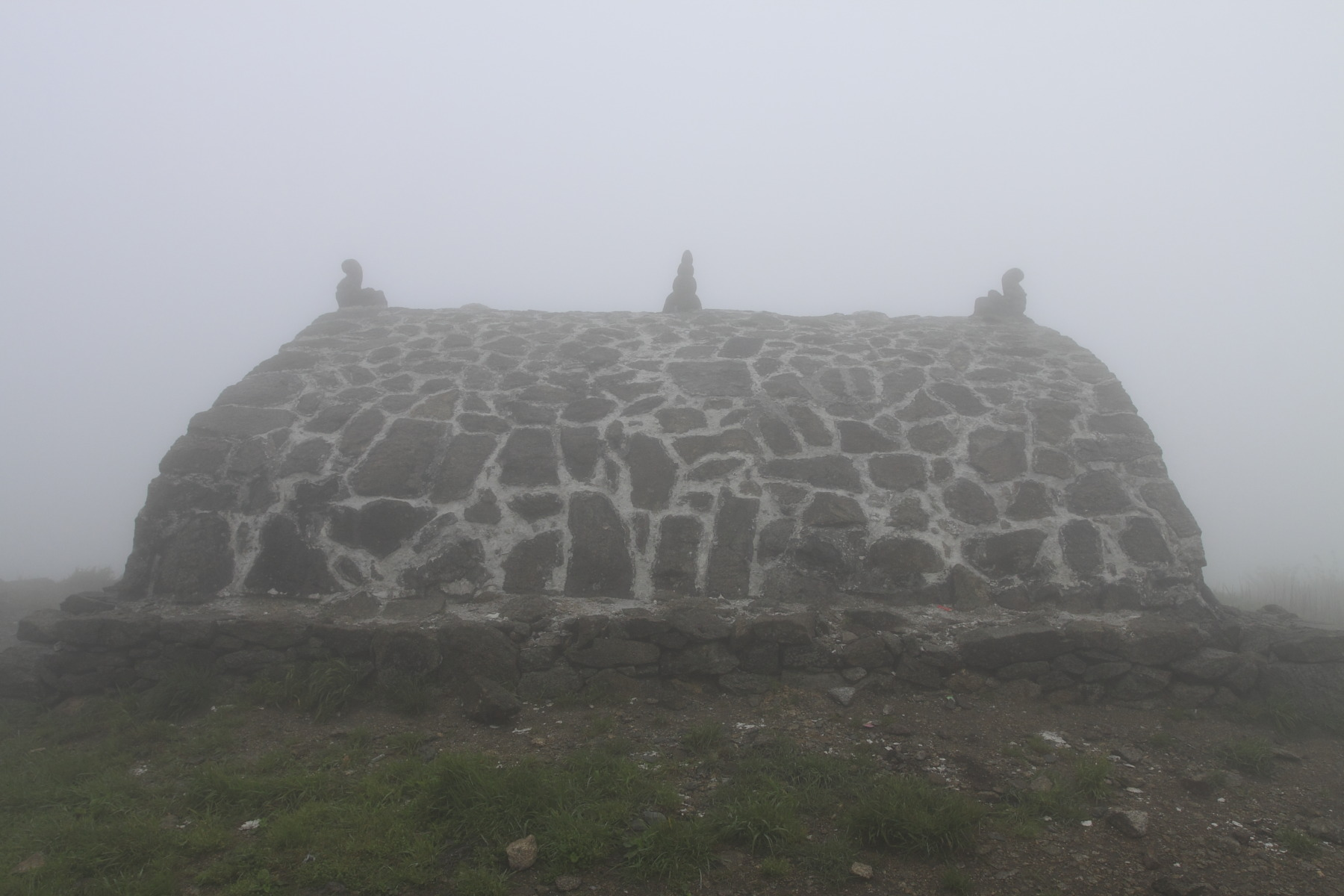
冲应坛背面
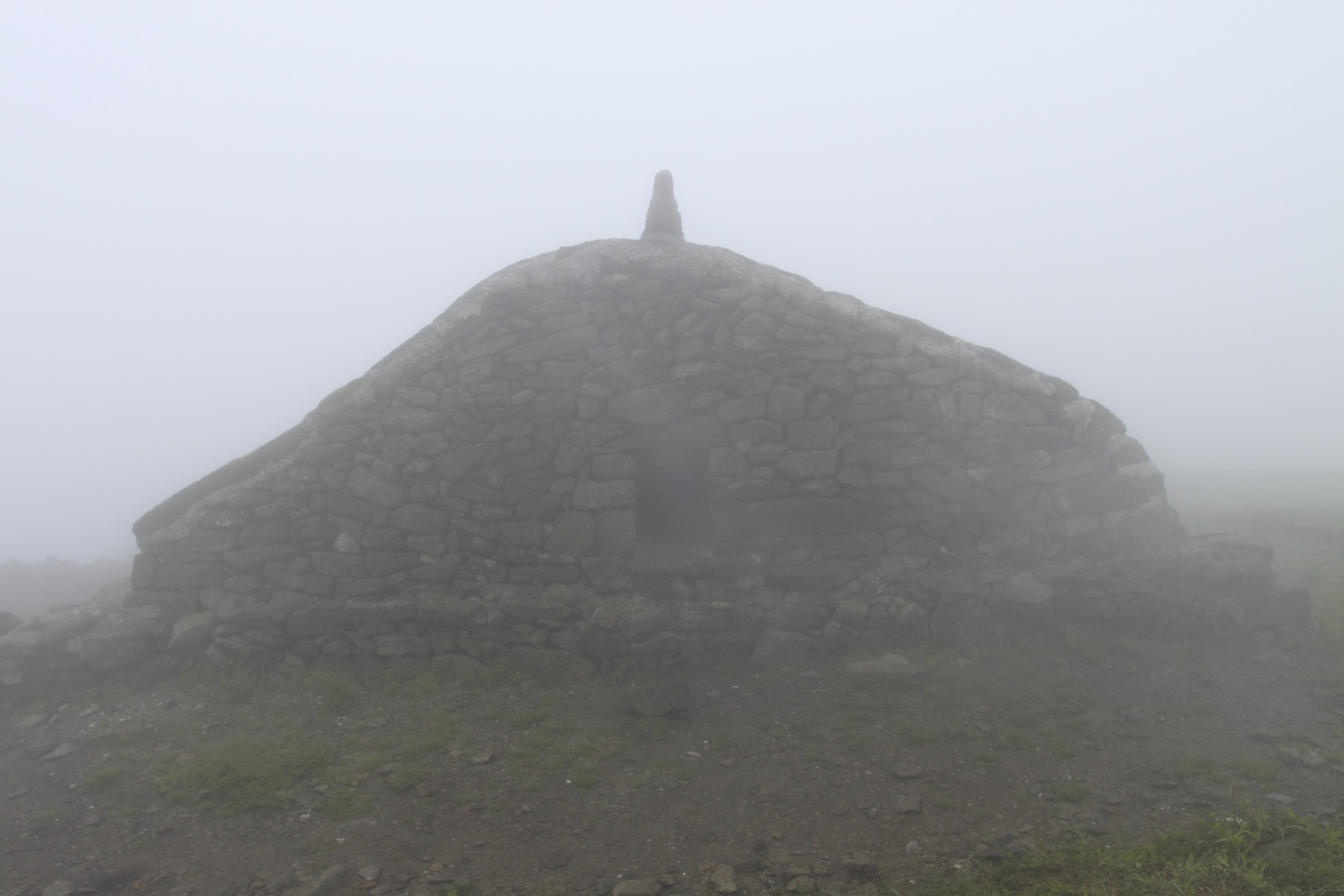
冲应坛侧面
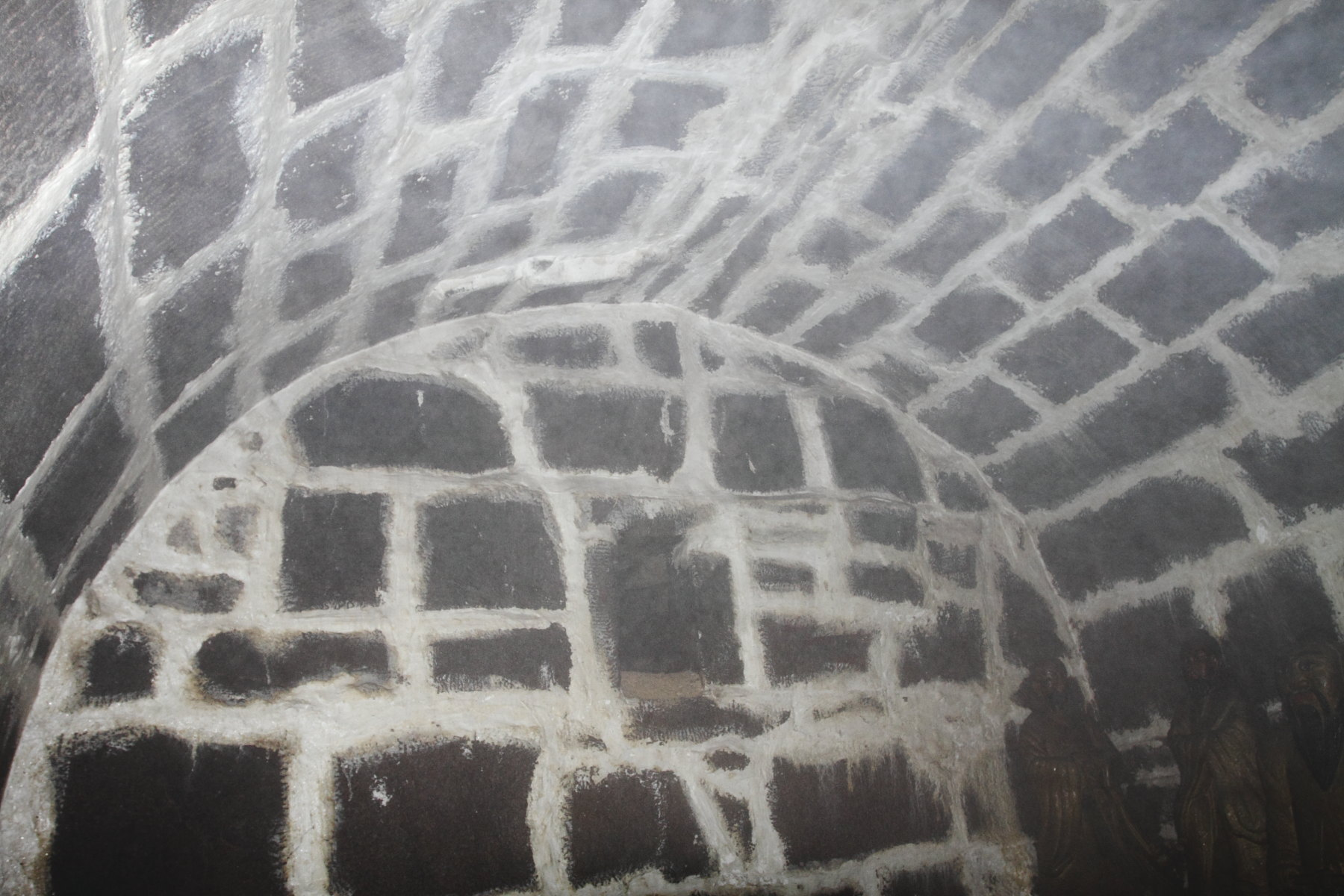
冲应坛内部
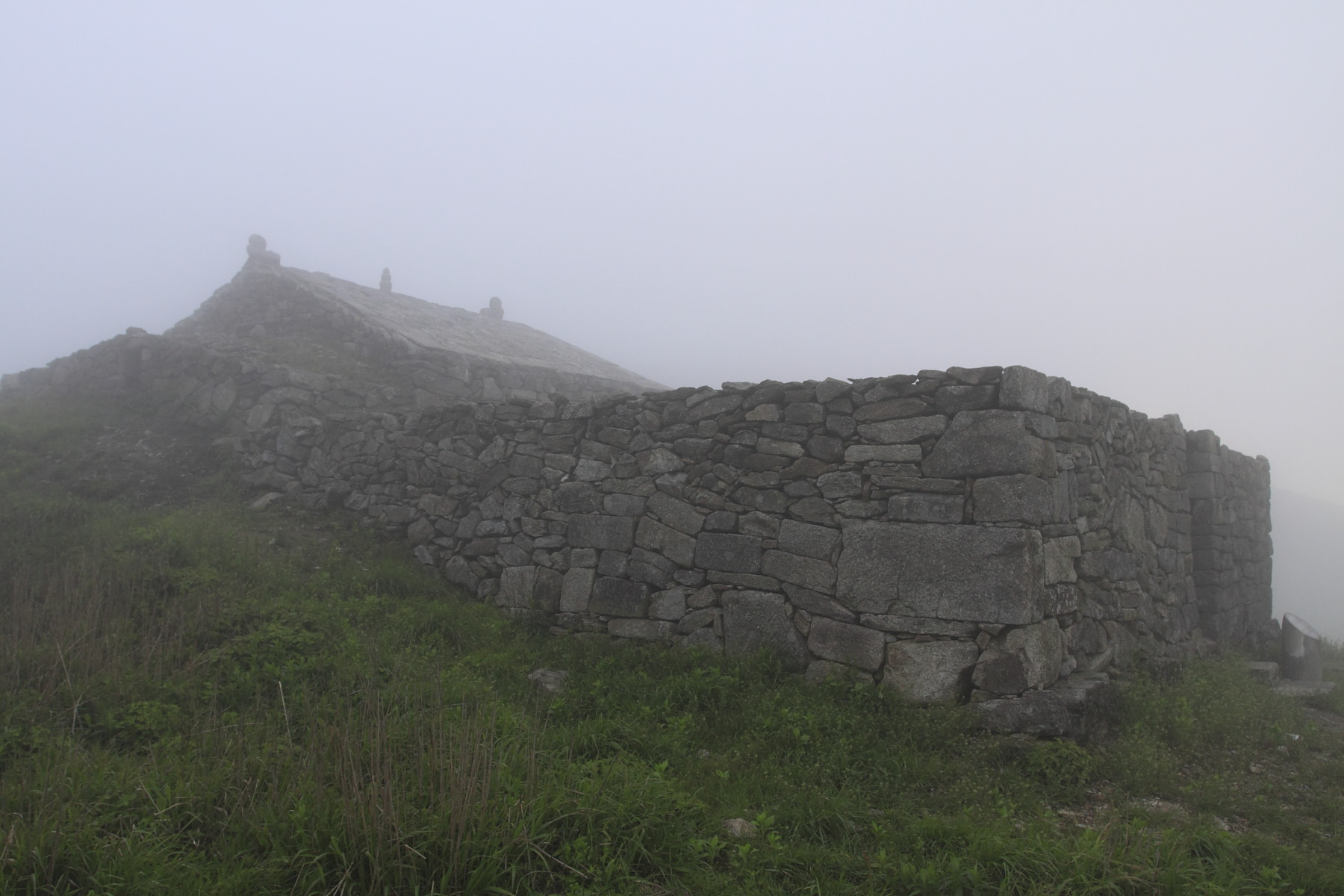
汪仙坛，或称望仙坛